# Nootkadrilus crassisetosus
Nootkadrilus crassisetosus is een ringworm uit de familie van de Naididae. De wetenschappelijke naam van de soort is voor het eerst geldig gepubliceerd in 1996 door Takashima & Mawatari.